# Gabriel Coburger

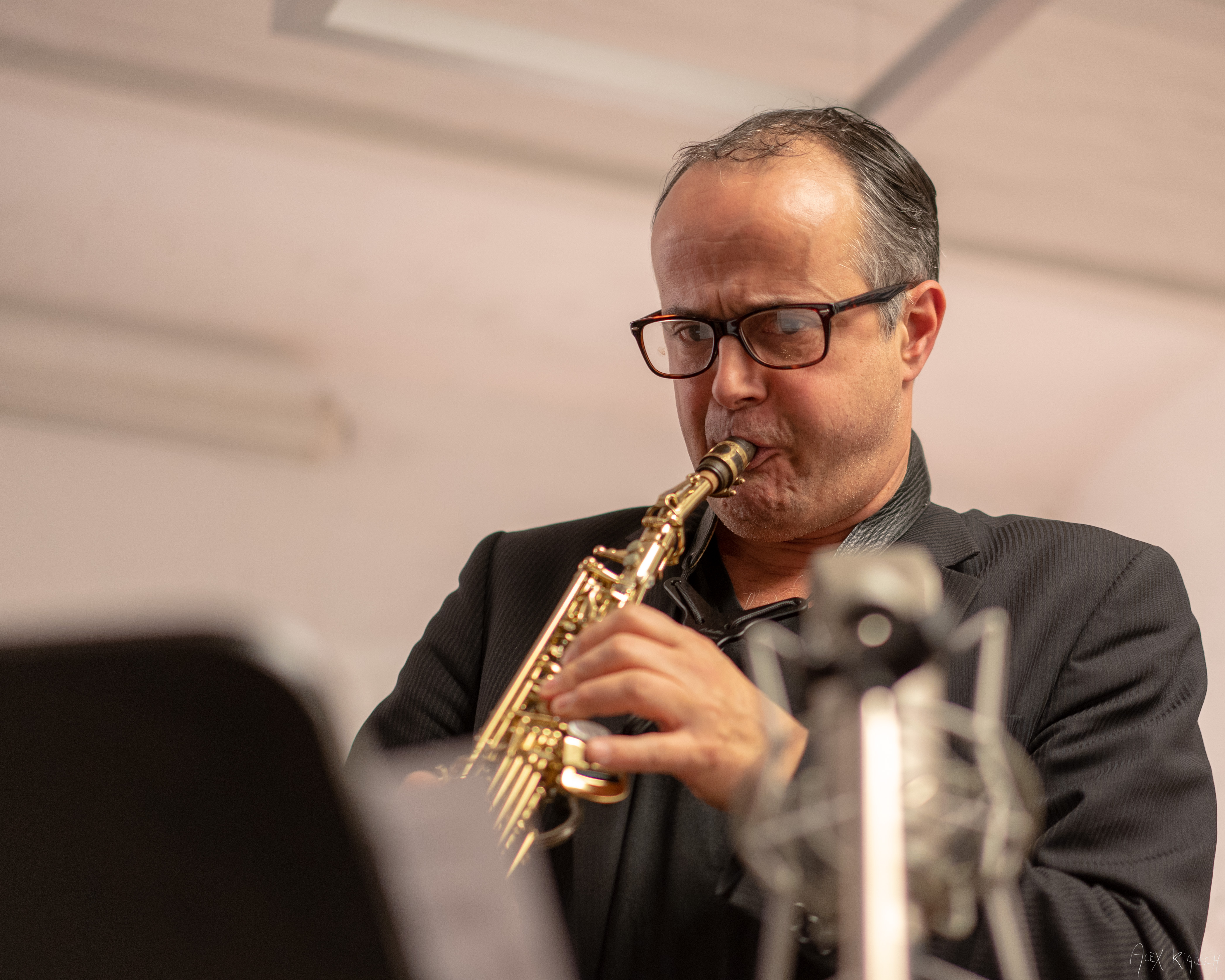
Gabriel Coburger (Alte Druckerei, Ottensen 2019)

Gabriel Coburger (* 1967 bei Hamburg) ist ein deutscher Musiker des Creative Jazz (Alt-, Tenor-, Sopransaxophon, Flöte, Komposition).

## Leben und Wirken
Coburger, der zunächst Traditional Jazz mit den Blackbirds of Paradise spielte, studierte von 1988 bis 1993 an der Hochschule für Musik und Theater Hamburg bei Herb Geller und Roman Schwaller. Zwischen  1990 und 1993 gehörte er zum Bundesjazzorchester unter Leitung von Peter Herbolzheimer, wo er das Erste Altsaxophon spielte. Zugleich nahm er Unterricht bei Ferdinand Povel und John Ruocco. Als Tenorsaxophonist trat er mit der NDR-Bigband mit Starsolisten wie Johnny Griffin, Lionel Hampton, Al Jarreau oder Clark Terry auf. 1993 zog er mit einem Stipendium für ein Jahr nach New York, um an der New School bei Lee Konitz und Dewey Redman zu studieren. In dieser Zeit trat er mit John Abercrombie, Joe Chambers, Jack Walrath und Maria Schneider auf.
Zurück in Hamburg bildete er sein eigenes Quintett und gehörte zum Hamburg Art Trio um den Avantgarde-Posaunisten Heinz-Erich Gödecke sowie zur Little Bigband von Cynthia Utterbach. Zwischen 1997 und 2001 lebte er als freiberuflicher Musiker in New York, wo er mit seinem Quartett regelmäßig auftrat; neben einer Studio-CD mit dem Titel Color Suite nahm er auf Deutschland-Tournee das Live-Album Before I Leave auf. Gemeinsam mit Buggy Braune, Pepe Berns und Heinrich Köbberling entstand zudem das Album Introducing Nerd Network (1999).
Neben seinem Quartett, zu dem Sven und Wolf Kerschek ebenso wie Roland Schneider gehören, war er nach der erneuten Rückkehr im Duo mit dem Organisten Claus Bantzer tätig, aber auch mit dem Quintett Jean Paul, das international auftrat, und einem Quartett mit Heinrich Köbberling, Rudi Mahall und Detlev Beier. In Arrangements von Wolf Kerschek wurde 2008 das Album NDR-Big Band Plays the Music of Gabriel Coburger gemeinsam mit seinem Quartett eingespielt und 2011 auf dem Überjazz Festival präsentiert. 2012 veröffentlichte er mit seinem Quartett, das um Claus Stötter und Jakob Neibauer erweitert wurde, das Album Weirdo.  Mit Tino Derado, Lisa Wulff und Roland Schneider bildete er das Ladonian Quartet, dessen Neuinterpretation von Jazz på svenska 2023 von der Kritik herausgestellt wurde.

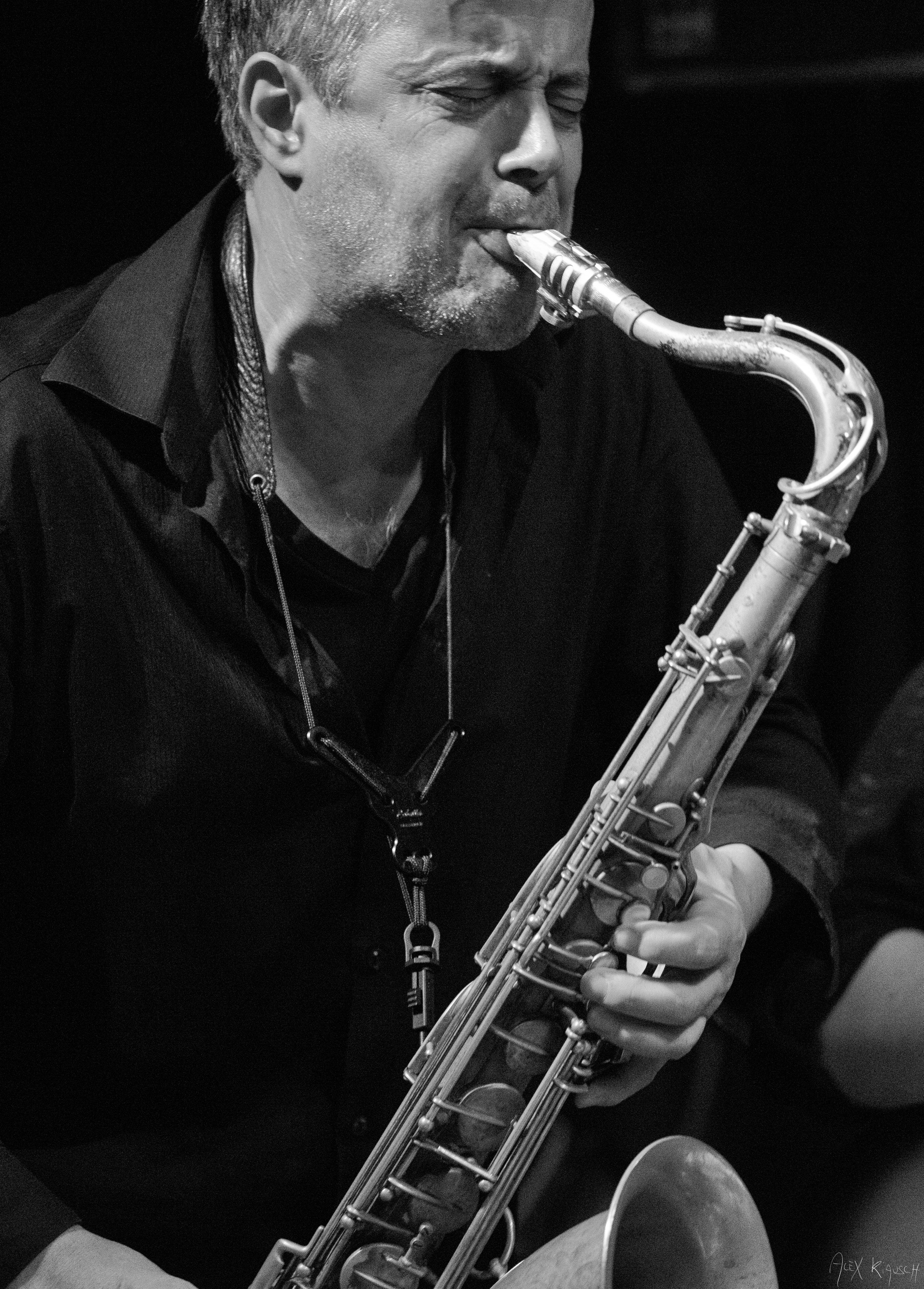
Gabriel Coburger im Turmzimmer, Hamburg 2019

An internationalen Festivals nahm Coburger sowohl mit eigenen Projekten teil, etwa in Sofia, Maribor, Hamburg; auch trat er bei Jazz Baltica (mit Geir Lysne) und beim Copenhagen Jazz Festival auf. Mit seinem eigenen Quartett tourte er in Taiwan und auf Trinidad. Mit der NDR Bigband gastierte er in China, Südafrika und Mosambik und nahm Alben mit Albert Mangelsdorff, Christina Fuchs, Inga Rumpf, Norbert Stein, Colin Towns und Wolfgang Schlüter auf. Weiter war er mit dieser Band 2007 auf Brasilientournee mit João Bosco und trat 2008 mit Bobby McFerrin auf dem North Sea Jazz Festival auf. Weiter gehörte er zur Bigband von Roger Cicero, mit dem er 2010 auf dem Montreux Jazz Festival auftrat, und zum Quintett von Rigmor Gustafsson. Er ist auch auf Alben von Ulita Knaus, Rigmor Gustafsson und Roger Cicero zu hören.
Seit 2009 organisierte er die Jazzreihe Fatjazz-Urban-Exchange, um mehr Jazzmusiker aus anderen Städten nach Hamburg einzuladen. Im Rahmen des Festivals Elbjazz 2012 konnte er fünf Bands aus dieser Reihe mit Musikern wie Rudi Mahall, Matthias Schubert, Kalle Kalima, Ernst-Ludwig Petrowsky oder Dieter Glawischnig präsentieren.

## Preise und Auszeichnungen
2007 erhielt er von der Dr. E.A.Langner Stiftung den damals erstmals verliehenen Hamburger Jazzpreis. 2011 wurde er von der Oscar-und-Vera-Ritter-Stiftung mit dem Ritter-Preis ausgezeichnet, der mit 15.000 Euro dotiert ist und zum ersten Mal an einen Jazzmusiker ging.